# Josaphat Grabner zu Rosenburg
Josaphat Grabner zu Rosenburg und Zagging (* auf Schloss Rosenburg; † 1564 im Königreich Ungarn) war ein Feudalherr des Erzherzogtums Österreich unter der Enns im Zeitalter der Reformation.

## Biografie
Josaphat Grabner war der Sohn von Sebastian I. Grabner zu Rosenburg aus der Zweiten Niederösterreichischen Linie der Grabner zu Rosenburg der weitverzweigten Herren von Graben und der Sophia Ennenkel, Schwester des Achatz II. von Ennenkel. Die unter anderem mit den Herrschaften Rosenburg, Zagging und Pottenbrunn ausgestattete Familie Grabner kam im Laufe des 16. Jahrhunderts aufgrund ihrer aktiven Förderung des Protestantismus in Opposition zu den Habsburgern.

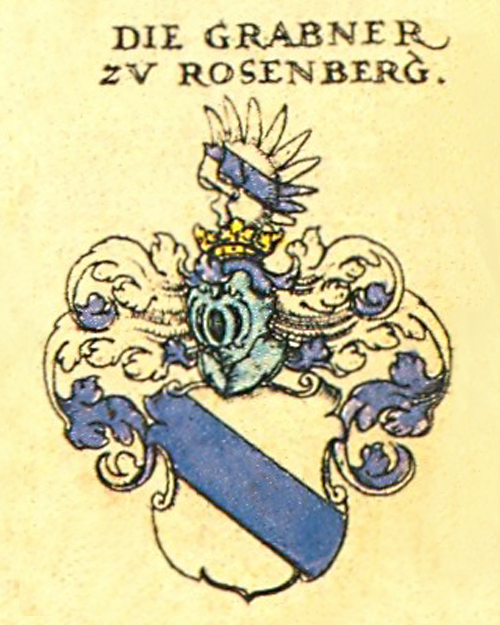
Wappen der Grabner zu Rosenberg (Rosenburg)

1535 erbte Josaphat laut dem väterlichen Testament die Herrschaften Rosenburg und Pottenbrunn. Rosenburg erhielt er gemeinschaftlich mit seinem älteren Bruder Leopold Grabner zu Rosenburg, Pottenbrunn gemeinsam mit seinem älteren Halbbruder Georg Grabner zu Rosenburg und Zagging. In der Herrschaft Rosenburg trat Georg testamentarisch für seine noch minderjährigen Halbbrüder Josaphat und Leopold auf und bestellte hierfür auch einen Pfleger. Der Historiker Franz Xaver Schweickhardt nennt Georg aber auch als Herren von Rosenburg. Der Rosenburg zugehörig waren die Ämter Siebenbrunn, Röhrenbrunn, Stinkenbrunn, Seebarn, Weizendorf, Eggendorf und Pfaffstetten. Das Amt Inzersdorf ob der Traisen war kurzzeitig an das Kloster Klein-Mariazell verpfändet. In Pottenbrunn waren Josaphat und Georg bis 1562 Herren. Laut des väterlichen Wunsches in seinem Testament sollten die beiden Schloss Pottenbrunn neu erbauen. Nach Georgs Tod im Jahre 1562 erbte Leopold dessen Hälfte und stand somit bis 1564 mit Josaphat in Besitz von Pottenbrunn. Nach dem Ableben seines älteren Halbbruders Christoph Grabner zu Rosenburg zu Waasen erhielt er dessen Hälfte des Amtes Aggsbach (die andere Hälfte gehörte Leopold). 
Josaphat Grabner stand als Offizier in kaiserlichen Diensten und verstarb 1564 als Fähnrich im Kampf gegen die Osmanen im Ungarn. Da er keine Nachkommenschaft hatte noch verehelicht war, vermachte er Leopold dessen Hälfte an Pottenbrunn mitsamt den zugehörigen Ämtern Ratzersforf, Diendorf, Dietersberg, Siebenhirten und Gemeinlebarn, womit Leopold zum alleinigen Herrschaftsinhaber wurde. Seine Hälfte an der Herrschaft Rosenburg samt den dazugehörigen Ämtern ging ebenfalls in den Besitz von Leopold über.

## Information
Die Daten zu diesem Artikel wurden aus der Von Graben Forschung übernommen.